# Fundació Cultural Coll Bardolet
La Fundació Cultural Coll Bardolet és una entitat creada el gener de 2005 amb la finalitat, per una banda, de preservar, exhibir i difondre l'obra pictòrica de Josep Coll Bardolet i de la seva col·lecció privada propietat de la fundació, i, per una altra, de promoure les belles arts en tots els seus aspectes i variants. Té la seu al carrer Blanquerna, 4, de Valldemossa (Mallorca).

## Patronat
La fundació està regida per un patronat presidit per Josep Coll Vilanova, nebot de l'artista, i amb altres dos nebots com a patrons vitalicis. Són patrons nats el conseller d'educació i cultura del Govern de les Illes Balears, el conseller de cultura del Consell de Mallorca, i el batle de Valldemossa. Completen el patronat altres nou persones, mentre que el càrrec de directora de la fundació correspon a Sílvia Pizarro Anglada-Camarasa.

## Activitats
La seu de la Fundació Cultural Coll Bardolet, inaugurada el 2007, es troba a un cèntric edifici de la vila de Valldemossa, rehabilitat gràcies a la col·laboració del Govern de les Illes Balears. La primera planta ofereix una mostra permanent de les pintures de Coll Bardolet; es tracta sobretot de paisatges de Mallorca, però també s'hi poden contemplar natures mortes, composicions amb flors i les seves conegudes escenes de balls populars mallorquins. L'espai de la segona planta està dedicat a exposicions temporals i a la planta baixa es realitzen diferents activitats culturals, com ara conferències o concerts. A més, hi ha una sala d'audiovisuals i un pati amb amfiteatre on es realitzen activitats a l'aire lliure.
La Fundació també edita llibres, com ara el dedicat al Parado de Valldemossa.